# Enériz
Enériz (baskisch Eneritz) ist ein kleiner Ort am aragonesischen Jakobsweg etwa 22 km südwestlich von Pamplona in der Autonomen Gemeinschaft Navarra im Norden Spaniens.